# 284 Amalia
A 284 Amalia a Naprendszer kisbolygóövében található aszteroida. Auguste Charlois fedezte fel 1889. május 29-én.